# Reli Katalonija
Reli Katalonija je reli utrka koja se održava u regiji Kataloniji u Španjolskoj.
Reli se vozi od 1991. godine i u većini se vozi po asfaltnim stazama i djelimice po šljunčanoj stazi.

## Pobjednici

### Višestruki pobjednici (vozači)
Podebljani vozač je i dalje aktivan u natjecanju svjetskog reli prvenstva.
| Pobjede | Vozač           | Godina osvajanja naslova                                      |
| ------- | --------------- | ------------------------------------------------------------- |
| 9       | Sébastien Loeb  | 2005., 2006., 2007., 2008., 2009., 2010., 2011., 2012., 2018. |
| 3       | Sébastien Ogier | 2013., 2014., 2016.                                           |
| 2       | Carlos Sainz    | 1992., 1995.                                                  |
| 2       | Colin McRae     | 1996., 2000.                                                  |
| 2       | Didier Auriol   | 1998., 2001.                                                  |
| 2       | Gilles Panizzi  | 2002., 2003.                                                  |

### Višestruki pobjednici (proizvođači)
Podebljani proizvođači su i dalje aktivni u natjecanju svjetskog reli prvenstva.
| Pobjede | Proizvođač | Godina osvajanja naslova                                                    |
| ------- | ---------- | --------------------------------------------------------------------------- |
| 11      | Citroën    | 1999., 2005., 2006., 2007., 2008., 2009., 2010., 2011., 2012., 2017., 2018. |
| 4       | Volkswagen | 2013., 2014., 2015., 2016.                                                  |
| 3       | Toyota     | 1991., 1992., 1998.                                                         |
| 3       | Ford       | 1993., 2000., 2004.                                                         |
| 3       | Peugeot    | 2001., 2002., 2003.                                                         |
| 2       | Subaru     | 1995., 1996.                                                                |

### Pobjednici po godinama
| Godina | Vozač             | Automobil                       |
| ------ | ----------------- | ------------------------------- |
| 1991.  | Armin Schwarz     | Toyota Celica GT-4 (ST165)      |
| 1992.  | Carlos Sainz      | Toyota Celica Turbo 4WD (ST185) |
| 1993.  | François Delecour | Ford Escort RS Cosworth         |
| 1994.  | Nije održan       | Nije održan                     |
| 1995.  | Carlos Sainz      | Subaru Impreza 555              |
| 1996.  | Colin McRae       | Subaru Impreza 555              |
| 1997.  | Tommi Mäkinen     | Mitsubishi Lancer Evo IV        |
| 1998.  | Didier Auriol     | Toyota Corolla WRC              |
| 1999.  | Philippe Bugalski | Citroën Xsara Kit Car           |
| 2000.  | Colin McRae       | Ford Focus RS WRC '00           |
| 2001.  | Didier Auriol     | Peugeot 206 WRC                 |
| 2002.  | Gilles Panizzi    | Peugeot 206 WRC                 |
| 2003.  | Gilles Panizzi    | Peugeot 206 WRC                 |
| 2004.  | Markko Märtin     | Ford Focus RS WRC '04           |
| 2005.  | Sébastien Loeb    | Citroën Xsara WRC               |
| 2006.  | Sébastien Loeb    | Citroën Xsara WRC               |
| 2007.  | Sébastien Loeb    | Citroën C4 WRC                  |
| 2008.  | Sébastien Loeb    | Citroën C4 WRC                  |
| 2009.  | Sébastien Loeb    | Citroën C4 WRC                  |
| 2010.  | Sébastien Loeb    | Citroën C4 WRC                  |
| 2011.  | Sébastien Loeb    | Citroën DS3 WRC                 |
| 2012.  | Sébastien Loeb    | Citroën DS3 WRC                 |
| 2013.  | Sébastien Ogier   | Volkswagen Polo R WRC           |
| 2014.  | Sébastien Ogier   | Volkswagen Polo R WRC           |
| 2015.  | Andreas Mikkelsen | Volkswagen Polo R WRC           |
| 2016.  | Sébastien Ogier   | Volkswagen Polo R WRC           |
| 2017.  | Kris Meeke        | Citroën C3 WRC                  |
| 2018.  | Sébastien Loeb    | Citroën C3 WRC                  |
| 2019.  | Thierry Neuville  | Hyundai i20 Coupe WRC           |
| 2021.  | Thierry Neuville  | Hyundai i20 Coupe WRC           |
| 2022.  | Sébastien Ogier   | Toyota GR Yaris Rally1          |